# Первый римско-карфагенский договор
Первый римско-карфагенский договор — заключённый в VI веке до н. э. договор между Римом и Карфагеном, а также их союзниками.
О данном договоре и его условиях упоминается только у Полибия. Поэтому ряд исследователей сомневаются в существовании этого документа. Кроме того, по их мнению, историк допускает неточности при указании времени заключения договора. Хотя следует при этом отметить, что Полибий сразу оговаривает то обстоятельство, что текст документа приводится «в переводе, сделанном с возможной точностью, ибо и у римлян нынешний язык настолько отличается от древнего, что некоторые выражения договора могут быть поняты с трудом лишь весьма сведущими и внимательными читателями».
По свидетельству Полибия, договор был заключён при первых римских консулах Луции Юнии Бруте и Марке Горации, то есть в 509 или 508 годах до н. э.
По условиям данного договора, римляне и их союзники не могли заплывать дальше Прекрасного мыса. Исключениями служили только те обстоятельства, когда появлялась необходимость пересечения этой границы из-за непогоды или вмешательства неприятеля. Однако даже в этом случае возбранялось оставаться на берегу более пяти дней, а также совершать приобретения, не связанные с ремонтом кораблей или принесения жертв богам.
В подвластной пунийцам части Сицилии римляне должны были иметь с карфагенянами равные права. Однако в Ливии и на Сардинии италийские купцы могли вести свои торговые дела только через посредничество карфагенских должностных лиц.
Со своей стороны, карфагеняне обязывались воздерживаться от нападений на латинские города, как подчинённые Риму, так и независимые, а также не могли возводить в Лациуме свои укрепления.